# Unione dei comuni Corone degli Erei
L'unione dei comuni Corone degli Erei comprende comuni di 2 province, quella di Enna e quella di Catania.
Fanno parte dell'unione i comuni di Castel di Iudica, Catenanuova, Centuripe, Raddusa, Ramacca, Regalbuto.
Ha sede nel comune di Catenanuova.